# Мухолов строкатий
Мухолов строкатий (Poecilotriccus capitalis) — вид горобцеподібних птахів родини тиранових (Tyrannidae). Мешкає в Південній Америці.

## Поширення і екологія
Строкаті мухолови мешкають на південному заході Колумбії (Нариньйо, Путумайо), на сході Еквадору, на північному сході і сході Перу (на південь до Паско), а також в Бразилії на південному заході (Амазонас, Рондонія, північний захід Мату-Гросу) та на сході (Пара) Амазонії. Вони живуть у вологих тропічних лісах і чагарникових заростях та на болотах. Зустрічаються на висоті до 1350 м над рівнем моря.